# Lunar Payload Module
Lunar Payload Module o LPM (que podría traducirse como módulo de carga lunar) fue uno de los proyectos enmarcados en el programa de exploración lunar del programa Apolo que nunca llegó a ser llevado a cabo por razones presupuestarias y por el abandono de la exploración lunar tripulada.
El LPM consistía en un módulo lunar no tripulado y sin las características de despegue de la superficie lunar usado como vehículo de carga para transportar hasta 3620 kg de material y víveres para los astronautas que ya estuviesen en la Luna. 
Los sistemas y características de despegue a eliminar del módulo lunar original para convertirlo en un LPM serían, entre otros, las provisiones para la tripulación, el soporte vital, el sistema eléctrico para el despegue, el motor de ascenso, los tanques de propelente para el ascenso y diversos controles y pantallas. En su lugar se instalarían módulos de carga y los correspondientes sistemas de soporte. El sistema de guiado sería modificado para permitir un alunizaje automático.